# Književnost u 1950.
◄◄ | ◄ | 1947. | 1948. | 1949. | 1950.  | 1951. | 1952. | 1953. | ► | ►►
Arhitektura • Astronautika • Astronomija • Biologija • Film • Fotografija • Glazba • Kazalište • Kemija • Kiparstvo • Knjige • Književnost • Kršćanstvo • Meteorologija • Medicina • Planinarstvo • Politika • Pravo • Promet • Slikarstvo • Strip • Šport • Televizija • Znanost • Zrakoplovstvo • Željeznički promet
Književnost u 1950.

## Svijet

### Književna djela
- Ja, robot Isaaca Asimova
- Kamenčić na nebu Isaaca Asimova
- Rasprava o kolonijalizmu Aiméa Césairea
- Ćelava pjevačica Eugènea Ionesca

### Nagrade i priznanja
Nobelova nagrada za književnost dodijeljena Bertrandu Russellu

### Rođenja
- 30. rujna – Laura Esquivel, meksička književnica

### Smrti
- 21. siječnja – George Orwell, engleski pisac i novinar (* 1903.)
- 2. studenog  – George Bernard Shaw, irski dramatičar (* 1856.)

## Vanjske poveznice
|  | Zajednički poslužitelj ima još gradiva o temi Književnost u 1950. |